# کبالت-۶۰

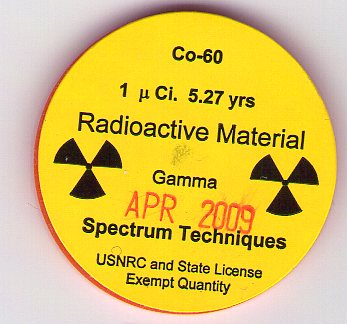
مخزن حاوی مقدار اندکی از کبالت-۶۰.

کبالت-۶۰ (به انگلیسی: Cobalt-60) یکی از ایزوتوپهای عنصر کبالت است که در پزشکی هسته‌ای و پرتودرمانی دارای اهمیت فوق‌العاده ایست.